# 스티븐 루잉턴

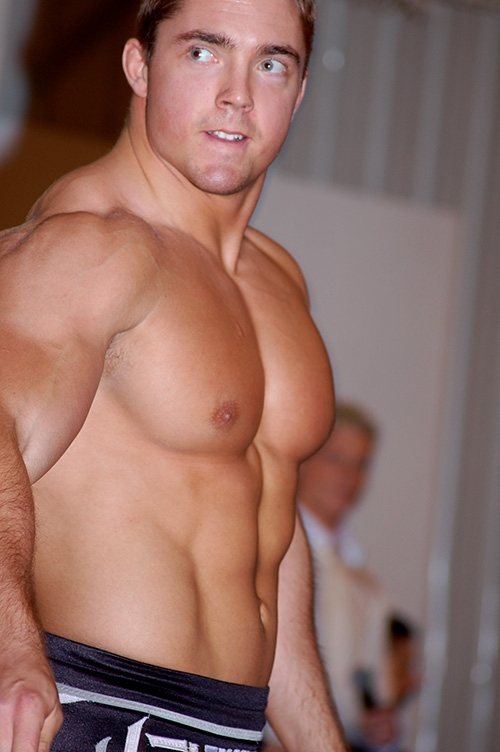
스티븐 루잉턴

스티븐 루잉턴(Steven Lewington, 1983년 2월 25일 ~ )은 영국의 남자 전 프로레슬링선수다. 키는 172cm 몸무게는 81kg이다.